# Semiothisa venerata
Semiothisa venerata là một loài bướm đêm trong họ Geometridae.